# قانون الإصلاح العقاري الموريتاني 1983
قانون الإصلاح العقاري الموريتاني لعام 1983 هو قانون موريتاني يتناول حيازة الأراضي في موريتانيا.

## نبذة
كان السبب الأول الكامن وراء هذا القانون هو مصلحة الدولة المتأصلة والسابقة في إصلاح عقاري حقيقي. ووفقًا للقانون الجديد، يمكن للحكومة أن تمنح حق ملكية قطع الأراضي غير المستغلة والتي تشمل على ما يبدو الأراضي التابعة لمن تعهد بتحسينها وفي نفس الوقت يمتلك الموارد اللازمة.
على الرغم من أن الضرورة الاقتصادية كانت غير قابلة للنقاش، إلا أن التكاليف الاجتماعية للاستيلاء على أراضي حوض نهر السنغال القيمة التي يسيطر عليها السود افتراضيًا وإعادة توزيعها على الموريتانيين السمر الأثرياء من أقصى الشمال أثبت صعوبة إجرائية كبيرة.